# Vânători-Neamț
Vânători-Neamț is een Roemeense gemeente in het district Neamț.

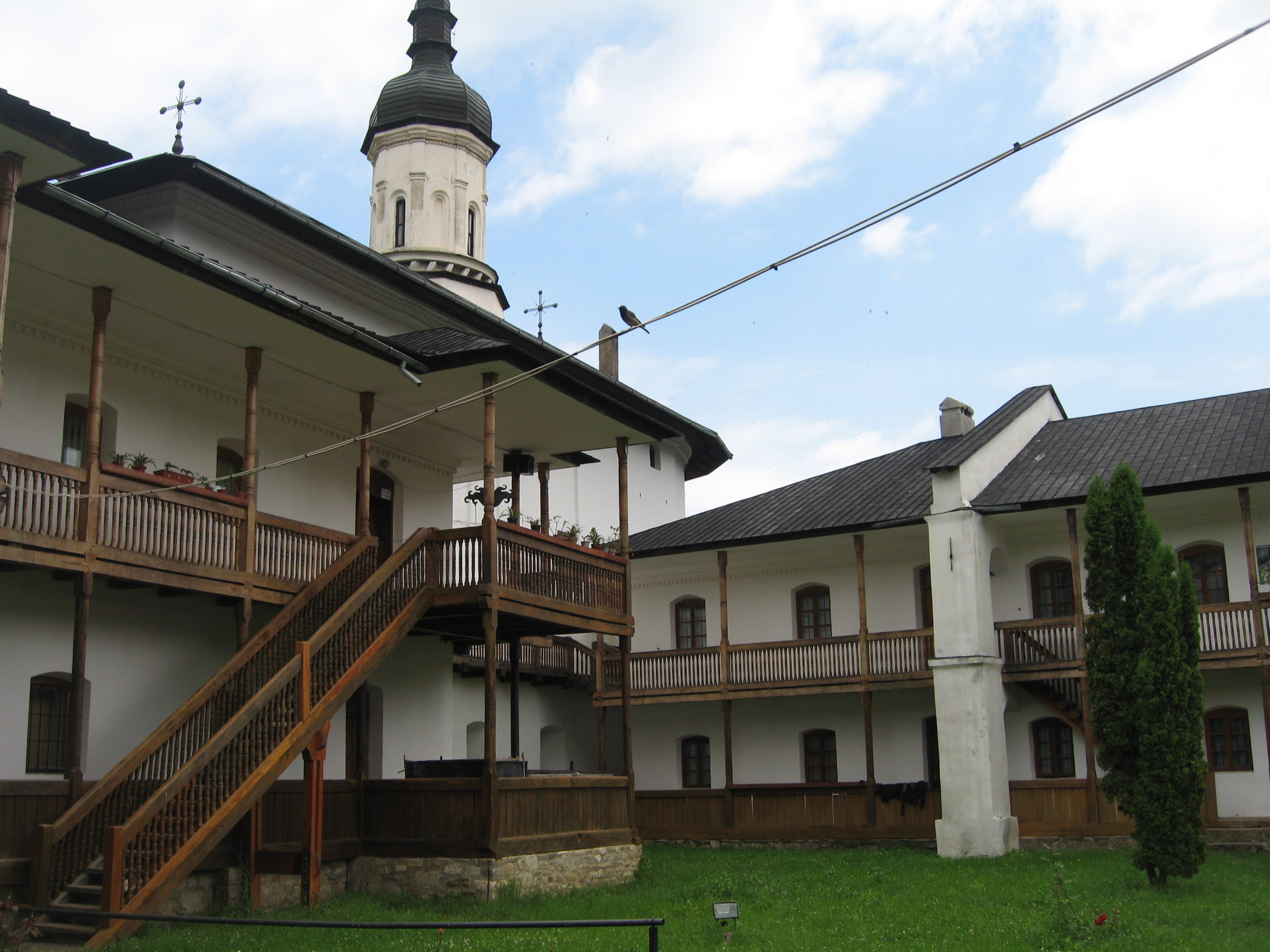
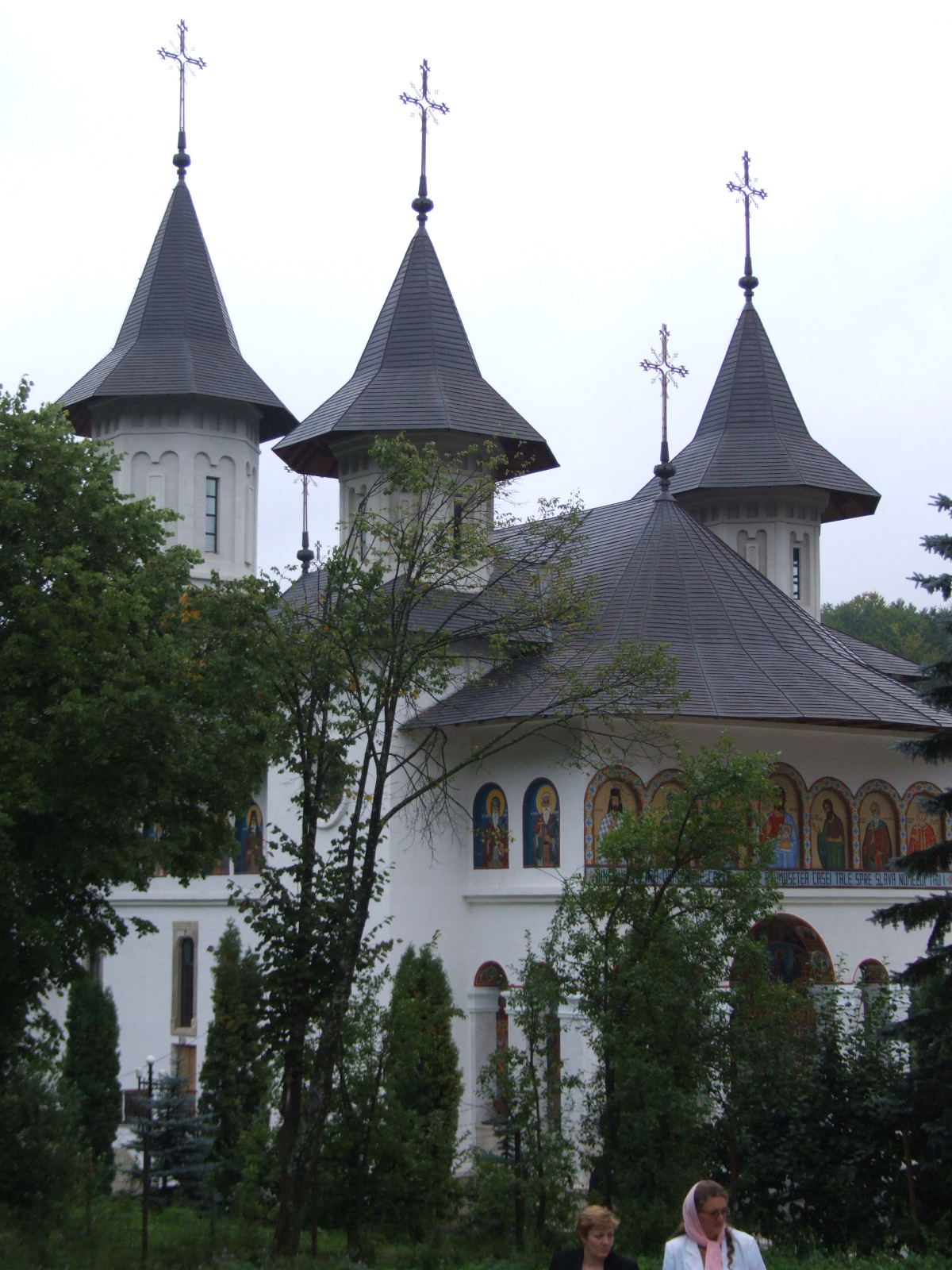
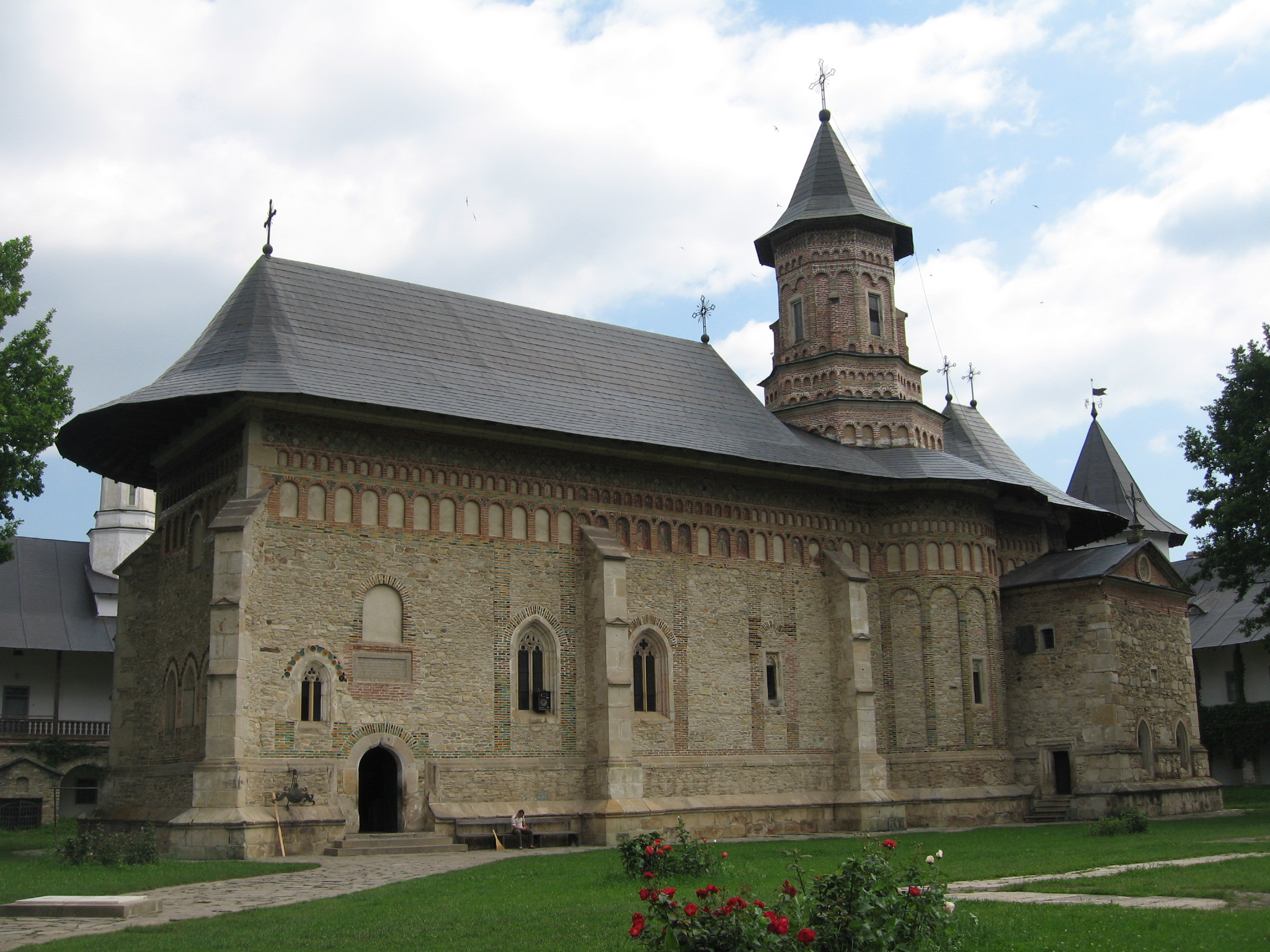
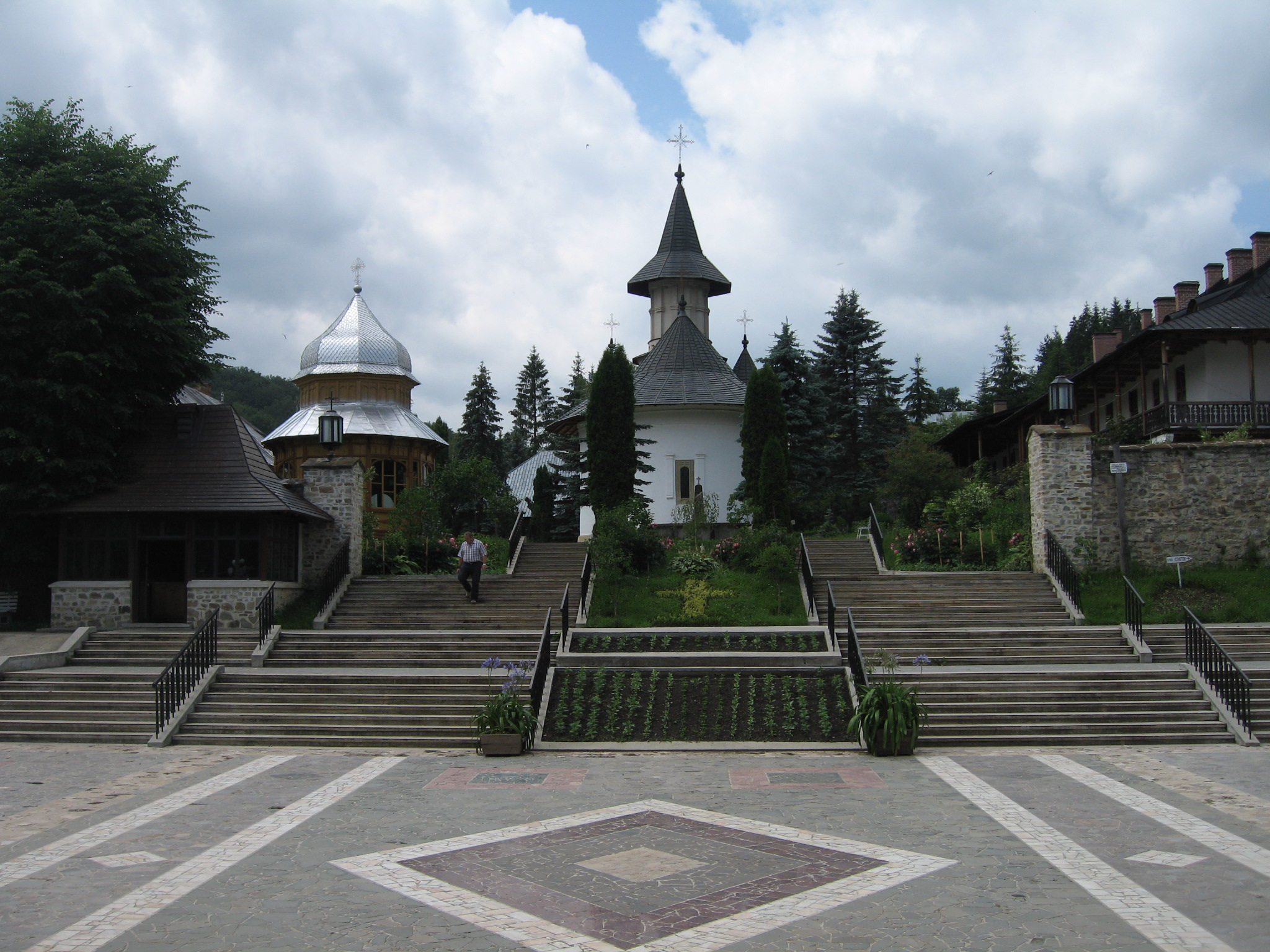

Vânători-Neamț telt 8679 inwoners.